# Chaetaster nodosus
Chaetaster nodosus är en sjöstjärneart som beskrevs av Perrier 1875. Chaetaster nodosus ingår i släktet Chaetaster och familjen Chaetasteridae. Inga underarter finns listade i Catalogue of Life.